# Pentagonia amazonica
Pentagonia amazonica là một loài thực vật có hoa trong họ Thiến thảo. Loài này được (Ducke) L.Andersson & Rova mô tả khoa học đầu tiên năm 2004.